# Lawrence Beitler
Lawrence Beitler (1885 - 1961) foi um fotógrafo que em 7 de agosto de 1930 registrou o momento dos linchamentos de Thomas Shipp e Abram Smith. A fotografia mais tarde vendeu milhares de cópias e inspirou o poema político "Strange Fruit", escrito pelo poeta judeu Abel Meeropol. O poema mais tarde foi musicado e transformado numa canção cuja versão mais famosa é a da cantora Billie Holiday.